# Wladyslaw Odonic

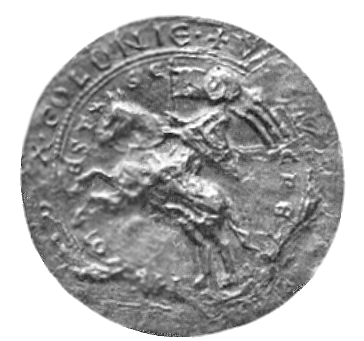
Sello de Wladyslaw Odonic

Władysław  (también llamado Włodzisław) Odonic (apodado Plwacz) (en polaco: Władysław (Włodzisław) Odonic (Plwacz) (c. 1190-5 de junio de 1239) fue duque de Kalisz 1207-1217, duque de Poznań 1216-1217, gobernante de Ujście en 1223, gobernante de Nakło de 1225, y duque de toda la Gran Polonia 1229-1234; desde 1234 hasta su muerte solo gobernó al norte y al este del río Warta (algunos historiadores creen que poco antes de su muerte perdió Ujście y Nakło).
Era hijo de Odon, duque de Kalisz, y su mujer Viacheslava, hija de Yaroslav Vladimirovich "Osmomysl", príncipe de Halych. Recibió su nombre, bien por su tío paterno Władysław III Piernas Largas o por su antepasado Władysław I Herman.
El apodo "Plwacz" (en inglés: the Spitter) ya aparece en crónicas de siglo XIII. Se ignora si esto era debido a una enfermedad que le afectó la garganta o porque tenía malos hábitos. Otro apodo utilizado en fuentes contemporáneas fue "Odonic", una corrupción de su patronímico Odowic ("hijo de Odon"); es también desconocido por qué las fuentes mantuvieron el uso de la forma errónea en lugar de la correcta.

## Vida

### Primeros años
El duque Odon de Kalisz murió el 20 de abril de 1194. Vladislao (entonces con solo cuatro años) y sus hermanos quedaron al cuidado de su tío paterno Władysłao III  (medio hermano de Odon), que actuó como regente del sur de la Gran Polonia (un ducado creado para Odon por su padre Mieszko III el Viejo en 1182). El Ducado de Kalisz fue directamente absorbido por Mieszko III.

### Primera Guerra contra Władysłao III
Mieszko III el Viejo murió en 1202, y Władysłao III heredó las tierras Gran Polonia. En algún punto de los siguientes cuatro años, Władysłao III entregó el Ducado de Kalisz a Enrique I el Barbudo, duque de Breslavia, a cambio de Lubusz, como parte de sus esfuerzos por intervenir en los asuntos de Pomerania (que limitaba con Lubusz).  
En 1206 Władysław Odonic fue declarado adulto y empezó a reclamar el gobierno sobre sus dominios. Fue especialmente duro para él para aceptar la entrega del Ducado de Kalisz, ya que lo consideraba parte de su legítimo patrimonio. Incapaz de lograr un acuerdo favorable con su tío, Władysław Odonic decidió declarar la guerra abierta a Władysłao III Piernas Largas. Su intento de derrocar al duque recibió el apoyo de parte de la nobleza de Gran Polonia y del Arzobispo de Gniezno Henryk Kietlicz, que también quería obtener más beneficios e independencia para la Iglesia.

### Duque de Kalisz
Sin embargo, a pesar de los esfuerzos, tanto de Władysław Odonic y Arzobispo Kietlicz (que incluso lanzó un anatema contra Władysłao III), la rebelión fue breve y fracasó. Ambos fueron desterrados del país. Władysław Odonic se refugió en Breslavia en la corte de Enrique el Barbudo, que, a pesar de sus buenas relaciones con Władysłao III, decidió apoyar al príncipe rebelde. Un año más tarde, en 1207, Enrique I entregó a Władysław Odonic el Ducado de Kalisz, pero a condición de que, en el caso de recuperar el sur de Gran Polonia, Kalisz fuera devuelto a Silesia.

### Congreso de Głogów. Intento de reconciliación con Władysław III
A pesar de estos gestos, Enrique el Barbudo rechazó apoyar militarmente a Władysław Odonic e intentó reconciliar ambos príncipes a través de canales diplomáticos. En 1208 tuvo lugar un encuentro enGłogów, donde el duque de Breslavia y los obispos de Lubusz y Poznań descubrieron que la resolución del problema iba a ser complicada. La reunión acabó con éxito parcial, ya que Władysłao III logró un acuerdo con el Arzobispo Kietlicz, que podría regresar a Gniezno, con la promesa de restitución de todos sus bienes, a cambio del levantamiento del anatema. Sin embargo, no se logró ningún avance con Władysław Odonic.

### Cooperación cercana con la Iglesia
En julio de 1210, se organizó el Sínodo de Borzykowa como una reunión entre príncipes y obispos locales, para solucionar el problema creado por la bula emitida por el papa Inocencio III, que restauró la idea de una Provincia Senioral unificada bajo el gobierno de los antiguos Piastas. Se formó entonces una coalición entre Władysław Odonic, Leszek el Blanco (Gran Duque de Polonia desde 1206), y Conrado I de Masovia contra la política de Władisłao III y Mieszko I Piernas Torcidas, Duque de Opole–Racibórz. El Sínodo confirmó también los privilegios obtenidos por la iglesia polaca en Łęczyca, incluyendo la exención de los tribunales seculares.
Leszek el Blanco, junto con otros príncipes piastas, queriendo asegurar el apoyo de la Iglesia, emitieron un Gran Privilegio que aseguraba la integridad de posesiones territoriales de los Obispos. El privilegio no fue firmado por Enrique el Barbudo ni Vladislao Piernas Largas, aunque aceptarían posteriormente las provisiones establecidas. Mieszko I no estuvo presente en Borzykowa; con el apoyo de los Gryfici,  decidió marchar hacia Cracovia al frente de su ejército, donde la confusión total de los ciudadanos le permitió entrar en la ciudad sin luchar, convirtiéndose en el nuevo Gran Duque.
La política de Władysław Odonic cooperación con la Iglesia llevó a la emisión de una bula por Inocencio III el 13 de mayo de 1211, en la que el Papa le ponía bajo su protección. Władysław apoyó también activamente las órdenes monásticas, especialmente a los Cistercienses, que recibieron tierras en el distrito de Przemęt el 29 de julio de 1210. El 20 de octubre de 1213, se fundó un nuevo  monasterio cisterciense en Ołobok sobre el río Prosna, que fue profusamente amueblado por Władysław.
En 1215 Władysław Odonic participó en el congreso de príncipes y obispos en Wolbórz, donde él y el otros gobernantes piastas (incluyendo Leszek I el Blanco, Conrado I de Masovia, y Casimiro I de Opole) acordaron extender los beneficios económicos y legales para la Iglesia.

### Duque del sur de Gran Polonia. Conflicto con Enrique I el Barbudo
Un año más tarde, el arzobispo Kietlicz apoyó las provisiones del IV Concilio de Letrán, donde se reforzaba la autoridad papal y se organizaba la Quinta Cruzada. También, y con el apoyo de los otros príncipes polacos, el arzobispo promovió la entrega de las tierras del sur de Gran Polonia a Władysław. Finalmente, en 1216 Władisłao III concedió a su sobrino el poder sobre el sur de Gran Polonia.
Sin embargo, la recepción de estas tierras cerca del río Obra creó nuevos problemas a Władysław. De acuerdo con el tratado de 1206 entre él y Enrique I el Barbudo, el Ducado de Kalisz tenía que ser devuelto a Silesia si Władysław recuperaba su patrimonio. Además, las excelentes relaciones anteriores con el Arzobispo Kietlicz también comenzaron a deteriorarse, por lo que Władysław maniobró para conseguir una nueva bula protectora del (emitida el 9 de febrero de 1217), esta vez para protegerse contra las reclamaciones de la jerarquía eclesiástica local.
En 1217, un congreso de otros duques Piastas Danków resultó ser muy perjudicial para Władysław Odonic. En él, su tío Władysłao III y Leszek el Blanco firmaron un acuerdo de sucesión mutua, que redujo considerablemente las posibilidades del joven príncipe para adquirir, por medios pacíficos, la herencia de su tío.

### Segunda guerra contra Vladislao III. Huida del país
El acuerdo de Danków (al que Enrique I se unió rápidamente) y la muerte del Arzobispo Kietlicz permitieron a Władysław III atacar a su sobrino con la neutralidad benévola del resto de gobernantes piastas. Odonic, incapaz de defenderse, huyó a Hungría poco después.
No se sabe prácticamente nada sobre la primera fase del exilio de Władysław. Hay algunas suposiciones de que el príncipe tomó parte en la expedición de Andrés II de Hungría a Palestina. Posteriormente, probablemente se desplazó a Bohemia y Alemania, donde intentó lograr el apoyo de los gobernantes locales.

### Llegada a Pomerania. Conquista de Ujście y Nakło
En 1218 Władysław Odonic finalmente llegó a la corte de Świętopełk II de Pomerania (probablemente su cuñado), que buscaba su propia emancipación política  y romper así su obligación de  homenaje a Leszek el Blanco. Świętopełk II prometió a Vladislao su apoyo para reconquistar su patrimonio.
Gracias a la ayuda del duque pomeranio, Władysław pudo capturar la fortaleza de Ujście en 1223. Dos años más tarde repelió el contraataque de su tío y obtuvo el distrito de Nakło.

### Nueva fase en la Guerra contra Władysław III. Derrota del voivoda Dobrogost
En 1227 Władysław III finalmente decidió atacar directamente a su sobrino. Con este propósito, envió tropas bajo el mando del voivoda Dobrogost, que asedió Ujście. El voivoda no solo fracasó en conquistar la fuertemente fortificada ciudad, sino que, en un ataque por sorpresa, Władysław Odonic derrotó totalmente al ejército del voivoda, que resultó muerto el 15 de julio. Gracias a esta victoria, Władysław Odonic pudo conquistar la mayor parte de Gran Polonia.

### El Congreso de Gąsawa y sus consecuencias trágicas. Responsabilidad por la muerte de Leszek el Blanco
Temeroso ante la posibilidad de perder todos sus dominios, Władysław III decidió encontrar una solución pacífica a la disputa con su sobrino. Para ello, una convención solemne de príncipes piastas, obispos, y nobles fue convocada en el distrito Kuyavio de Gąsawa en noviembre de 1227. Entre los príncipes asistentes estaban Władysław Odonic, Leszek el Blanco, Enrique I el Barbudo, y Conrado I de Masovia. Por razones desconocidas, Władysław III decidió finalmente no aparecer en el congreso, quizás porque sus intereses estaban probablemente representados por Paul, Obispo de Poznań. Además, los duques también iban a discutir propuestas para resolver la usurpación del título ducal de Pomerania por parte de Świętopełk II de Pomerania, que había aprovechado la confusión reinante en Gran Polonia para capturar Nakło, propiedad de Władysław).
El trágico fin de la reunión tuvo lugar en la mañana del 24 noviembre, cuando durante un descanso en las deliberaciones, príncipes fueron atacados por los pomeranios, que mataron a Leszek el Henry Blanco e hirieron gravemente a Enrique el Barbudo. Fuentes e historiografía culpan del asesinato a Władysław Odonic, a pesar de que algunos historiadores creen que el duque Świętopełk II también estuvo implicado en el crimen, y exoneran a Władysław Odonic de cualquier responsabilidad en el ataque.

### Relaciones amistosas con Conrado I de Masovia. Nuevos enfrentamientos con Władisłao III
Los acontecimientos de Gąsawa provocaron una situación muy complicada en Polonia, y reportaron pocos beneficios a Władysław Odonic. A principios de 1228, Władysław III, con ayuda Silesia, derrotó a su sobrino en circunstancias desconocidas, haciéndole prisionero. Sin embargo, el Duque de Gran Polonia no supo aprovechar este éxito, porque ese mismo año, mientras su tío estaba en la Pequeña Polonia, Władysław Odonic consiguió huir a Płock, donde  entabló relaciones de amistad con Conrado I de Masovia.

### Deposición de Władisłao III de Gran Polonia y muerte
En 1229, Władysław Odonic y Conrado I de Masovia actuaron combinadamente contra Vladislao III y Władysław Odonic logró controlar los dominios de su tío. Mucha menos suerte tuvo Conrado I, cuyas tropas sitiaron Kalisz infructuosamente. Władisłao III finalmente tuvo que huir a Racibórz en Silesia. El éxito de Władysław Odonic fue completo, pero la situación no se había tranquilizado por completo: en la primavera de 1231 Enrique el Barbudo atacó Gran Polonia con el propósito de restaurar a Vladislao III, pero las tropas silesias fueron derrotadas ante las murallas de Gniezno.
El 3 de noviembre de 1231 Wladislao III murió inesperadamente, aparentemente asesinado por una chica alemana a la que intentó violar. Sin embargo, esto solo afectó ligeramente a Odonica, ya que su tío había otorgado sus derechos hereditarios a Enrique I el Barbudo antes de su muerte.

### Política de cooperación con la Iglesia. Rebelión de la nobleza local
Deseando neutralizar la influencia de Silesia, Władysław empezó una política de acercamiento hacia la Iglesia. En 1232, concedió al Obispo de Poznań un privilegio de inmunidad por el que todos los súbditos de las tierras del Obispo quedaban exentos de prestar homenaje al Ducado. También se permitió al Obispo Paul acuñar su propia moneda.
Sin embargo, esta política de la sumisión a la iglesia produjo efectos negativos entre la nobleza, que se rebeló en 1233 y ofreció el Ducado de Gran Polonia a Enrique el Barbudo. Gracias a la pasividad de Enrique, la revuelta fracasó. La indiferencia de Enrique ante Gran Polonia fue extremadamente beneficiosa para Władysław Odonic, que obtuvo del duque Silesio la renuncia formal de todas sus reclamaciones sobre la herencia de Vladislao III.
La paz permitió Władysław Odonic y a Enrique (hijo y heredero de Enrique I) tomar parte junto con Conrado I de Masovia en la expedición organizada por los Caballeros teutónicos contra los Prusianos durante 1233–1234.

### Guerra contra Enrique I el Barbudo. Pérdida de la mitad de Gran Polonia
En 1234 la paz recientemente concluida fue rota repentinamente y se reiniciaron las hostilidades entre Enrique el Barbudo y Władysław Odonic. Esta vez, el duque de Siliesia estaba bien preparado y sin mayores problemas capturó el sur de Gran Polonia. Władysław tuvo entonces que iniciar conversaciones de paz con la mediación del Obispo Paul de Poznań y el Arzobispo Pełka de Gniezno. Los términos del acuerdo, publicado el 22 de septiembre de 1234, eran muy desfavorables para Władysław Odonic, que tuvo que renunciar a  todos los territorios al sur y al oeste del río Warta, incluyendo Kalisz, Santok, Międzyrzecz, y Śrem. En agradecimiento por su mediación, Władysław extendió al Arzobispo Pełka y el Obispado de Gniezno la inmunidad que había otorgado a la iglesia de Poznań en 1232. Incluso con la ratificación de este (desfavorable) acuerdo el 26 de junio de 1235, ambos bandos parecían conscientes que el estallido de una nueva guerra sería solo cuestión de tiempo.

### Segunda parte de la Guerra contra Enrique I el Barbudo
La guerra estalló nuevamente a finales de 1235, cuando Władysław Odonic (utilizando el malestar causado por el gobierno brutal en Śrem del Gobernador nombrado por Enrique el Barbudo, el Príncipe Borzivoj de Bohemia), trató de recuperar a traición esa parte de Gran Polonia. La expedición concluyó con cierto éxito (Śrem fue recuperado y Borzivoj pereció en la batalla); sin embargo, la expedición de represalia del ejército silesio alcanzó Gniezno.
Władysław Odonic, que mantenía buenas relaciones con la iglesia, trató de que el Papa Gregorio IX anulara el tratado de 1234 y la decisión de Enrique I de expulsarle Gran Polonia. En 1236 el Papa Arzobispo ordenó a Pełka crear un comité que resolviera definitivamente la disputa. Su decisión fue favorable a Enrique y, tras las protestas de Władysław, se creó otro comité que emitió un documento invalidando el tratado de 1234, que fue, a su vez, repudiado por Enrique.
En 1237 se reiniciaron las hostilidades. Władysław perdió la castellanía de Ladzka. Solo después de la intervención de un legado Papa, Guillermo de Modena, se acordó una tregua.

### Relaciones con Enrique II el Piadoso. Muerte
La muerte de Enrique el Barbudo el 19 de marzo de 1238 no supuso el final del conflicto con los príncipes silesios, ya que su hijo y sucesor Enrique II el Piadoso mantuvo sus pretensiones sobre la Gran Polonia. En 1239 la guerra estalló nuevamente y Władysław fue derrotado. Esta vez perdió el resto de Gran Polonia, con la excepción de Ujście y Nakło.
Władysław Odonic murió el 5 de junio de 1239 y fue enterrado en la Catedral y Basílica de San Pedro y San Pablo de Poznań.

## Matrimonio y descendencia
Entre 1218/20 Władysłao se casó con Hedwig (m. 29 de diciembre de 1249), cuyos orígenes son discutidos entre historiadores y fuentes. Según algunas fuentes, su parentela es desconocido; otros historiadores creen que era de origen Pomeranio o Moravio: pudo ser hija del Duque Mestwin I de Pomerania, y  hermana de Świętopełk II, o pudo ser una miembro de la casa de Premyslida. Según se dice tuvieron seis hijos:
1. Hedwig (n. 1218/20– d. 8 enero después de 1234), casada ca. 1233 con el duque Casimiro I de Cuyavia.[8]
2. Przemysł I (n. 5 de junio de 1220/4 de junio de 1221– m. 4 de junio de 1257).
3. Boleslao el Piadoso (n. 1224/27– m. 14 de abril de 1279).
4. Salomea (n. ca. 1225– m. April 1267?) Casada en 1249 con el Duque Conrado I de Głogovia.
5. Ziemomysł (n. 1228/32 – m. 1235/36).[9]
6. Euphemia (n. ca. 1230– m. 15 febrero después de 1281), casada en 1251 con el duque Władysłao de Opole.